# Wyspy CAS
Wyspy CAS (nld. CAS-eilanden, CAS-landen; pap. Islanan CAS; en. CAS islands) – popularne określenie trzech krajów autonomicznych Curaçao i Aruba w Ameryce Południowej oraz Sint Maarten w Ameryce Północnej, które geograficznie należą do archipelagu Małe Antyle. Wyspy położone są na Morzu Karaibskim. Oprócz trzech głównych wysp, w pobliżu znajdują się dwie prywatne zamieszkane wyspy należące do Aruby: Palm Island i Renaissance, jedna niezamieszkana wyspa Klein Curaçao należąca do Curaçao oraz dziewięć wysp należących do Sint Maarten: Cow & Calf, Guana Key, Hen & Chickens, Little Key, Molly Beday, Mona, Pelikan Key, Pond i Snoopy. Wszystkie te wyspy należą do Królestwa Niderlandów. 
Wyspy CAS wspólnie z Wyspami BES tzw. Holandią Karaibską, tworzą Karaiby Holenderskie.

## Wyspy

### główne
| Lp. | Nazwa                 | Powierzchnia (km²) | Liczba mieszkańców 1 stycznia 2024 | Gęstość zaludnienia |
| --- | --------------------- | ------------------ | ---------------------------------- | ------------------- |
| 1.  | Aruba                 | 180                | 108.066                            | 600                 |
| 2.  | Curaçao (pap. Kòrsou) | 444                | 185.482                            | 418                 |
| 3.  | Sint Maarten          | 34                 | 43.350                             | 1275                |

### pozostałe
| Lp. | Wyspa                | Przynależność | Powierzchnia (km²) | Liczba mieszkańców |
| --- | -------------------- | ------------- | ------------------ | ------------------ |
| 1.  | Cow & Calf           | Sint Maarten  | b.d.               | niezamieszkana     |
| 2.  | Guana Key            | Sint Maarten  | b.d.               | niezamieszkana     |
| 3.  | Hen & Chickens       | Sint Maarten  | b.d.               | niezamieszkana     |
| 4.  | Klein Curaçao        | Curaçao       | 1,70               | niezamieszkana     |
| 5.  | Little Key           | Sint Maarten  | b.d.               | niezamieszkana     |
| 6.  | Molly Beday          | Sint Maarten  | b.d.               | niezamieszkana     |
| 7.  | Mona                 | Sint Maarten  | b.d.               | niezamieszkana     |
| 8.  | Palm Island prywatna | Aruba         | 0,10               | b.d.               |
| 9.  | Pelikan Key          | Sint Maarten  | 0,01               | b.d.               |
| 10. | Pond                 | Sint Maarten  | b.d.               | b.d.               |
| 11. | Renaissance prywatna | Aruba         | 0,48               | b.d.               |
| 12. | Snoopy               | Sint Maarten  | b.d.               | b.d.               |